# عامل کاهنده
عامل کاهنده یا احیاء کننده ماده‌ای است که از طریق از دست دادن الکترون مواد دیگر را می‌کاهد و خودش در این فرایند اکسید می‌شود. در مقابل یک عامل کاهنده، یک عامل اکسنده قرار دارد.

## مثال‌ها
- نافلزها مانند هیدروژن و کربن‌های عنصری
- فلزات مانند فلزات قلیایی (لیتیم، سدیم، پتاسیم)، منیزیم، آلومینیوم، روی
- هیدریدها همانند لیتیم آلومینیوم هیدرید، ناتریم‌بوروفید، سدیم هیدرید
- نمک‌ها و ترکیبات مولکولی، به عنوان مثال سدیم سولفیت، سدیم دی تیونیت، سدیم تیو سولفات یا هیدرازین

## مشخصات عوامل کاهنده
| عامل اکسنده         | عامل کاهنده   | پتانسیل کاهش (V) |
| ------------------- | ------------- | ---------------- |
| Li+ + e− =          | Li            | −3.04            |
| Na+ + e− =          | Na            | −2.71            |
| Mg2+ + 2e− =        | Mg            | −2.38            |
| Al3+ + 3e− =        | Al            | −1.66            |
| 2H2O(l) + 2e− =     | H2(g) + 2OH − | −0.83            |
| Cr3+ + 3e− =        | Cr            | −0.74            |
| Fe2+ + 2e− =        | Fe            | −0.44            |
| 2H+ + e− =          | H2            | 0.00             |
| Sn4+ + 2e− =        | Sn2+          | +0.15            |
| Cu2+ + e− =         | Cu+           | +0.16            |
| Ag+ + e− =          | Ag            | +0.80            |
| Br2 + 2e− =         | 2Br−          | +1.07            |
| Cl2 + 2e− =         | 2Cl−          | +1.36            |
| MnO4− + 8H+ + 5e− = | Mn2+ + 4H2O   | +1.49            |